# Papyrus Design Group
Papyrus Design Group, Inc（パパイラスデザイングループ）は、コンピュータゲーム開発会社である。1987年、David KaemmerとOmar Khudariによって設立された。NASCARやインディカーに基づいた現実的なレースゲームシリーズや、ユニークなGrand Prix Legendsを開発した事で知られる。
1995年、コンピュータゲーム会社Sierra Entertainmentの子会社となる。2004年、Sierra Entertainmentの親会社ヴィヴェンディ・ユニバーサルの合理化策により解散。新たにDavid KaemmerとJohn Henryによって設立された「FIRST, LLC」(現在は「iRacing.com Motorsport Simulations」に改名) に人材が受け継がれ、これまでに開発した技術も買い取られている。

## Papyrusが開発したゲーム
- Indianapolis 500: The Simulation (1989年)
- IndyCar Racing (1993年)
- NASCAR Racing (1994年)
- IndyCar Racing II (1995年)
- Road Rash (1996年) (Buzz Puppet Productionsと共同)
- NASCAR Racing 2 (1996年)
- NASCAR Grand National Series Expansion Pack (1997年) (NASCAR Racing 2のアドオン)
- SODA Off-Road Racing (1997年)
- Grand Prix Legends (1998年)
- NASCAR Legends (1998年)
- NASCAR Racing 1999 Edition (1999年)
- NASCAR Craftsman Truck Racing (1999年)
- NASCAR Racing 3 (2000年)
- NASCAR Racing 4 (2001年)
- NASCAR Racing 2002 Season (2002年)
- NASCAR Racing 2003 Season (2003年)